# فرد آربینگر
فرد آربینگر (انگلیسی: Fred Arbinger؛ زادهٔ ۶ ژوئن ۱۹۵۷) بازیکن فوتبال اهل آلمان است.
از باشگاه‌هایی که در آن بازی کرده‌است می‌توان به باشگاه فوتبال بایرن مونیخ ۲ و باشگاه فوتبال بایرن مونیخ اشاره کرد.